# Clemente Origo
Clemente Origo (Roma, 28 febbraio 1855 – Firenze, 29 settembre 1921) è stato un pittore, scultore e illustratore italiano.

## Biografia
Di famiglia nobile, militare di carriera presso il reggimento dei dragoni di Genova, alla fine dell'800 abbandonò l'esercito per dedicarsi a tempo pieno all'attività artistica.
Pittore, scultore e illustratore, acquisì particolare notorietà grazie a una serie di piccole sculture in bronzo raffiguranti cavalli in varie pose. Con le sue opere partecipò ad importanti mostre ed esposizioni, tra cui le esposizioni internazionali d'arte di Venezia del 1903, 1905, 1907 e 1909. Fu intimo amico di  Ugo Ojetti e di Gabriele D'Annunzio, che ospitò tra il 1906 e il 1907, alla cui lirica La morte del cervo si ispirò per un gruppo scultoreo in bronzo dallo stesso nome, e da cui fu nominato esecutore testamentario.
Sessantenne, prese parte da volontario alla prima guerra mondiale, venendo decorato con una medaglia d’argento.